# تایرا نو سادایوشی
تایرا نو سادایوشی (به ژاپنی: 平 貞義 Taira no Sadayoshi)؛ زادهٔ ۱ ژانویهٔ ۱۱۵۰) فرماندار ولایت هیگو و ولایت چیکوگو در طی جنگ گنپی در دهه ۱۱۸۰ میلادی اهل ژاپن است.